# سیاه‌پوست

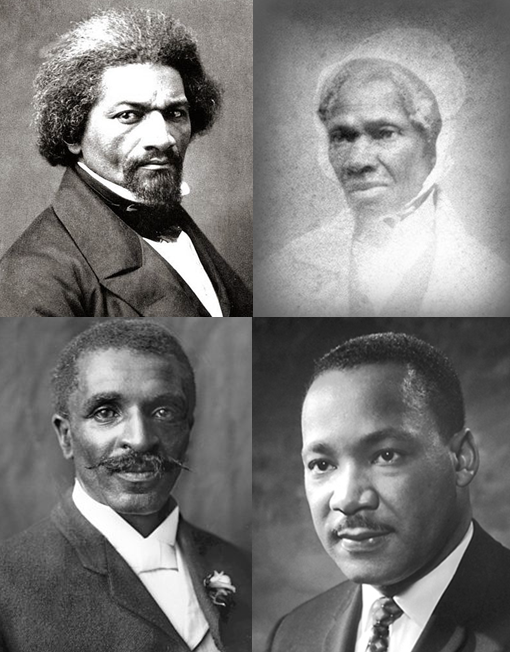
از چپ: فردریک داگلاس، سوجرنر تروث، جرج واشینگتن کارور، مارتین لوترکینگ

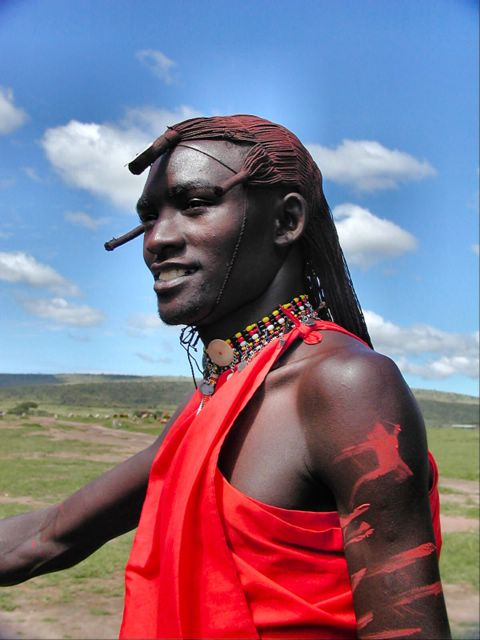
مردی در کنیا

عبارت سیاه‌پوست در محاوره و فرهنگ عامه به گروهی گفته می‌شود که رنگ پوست آن‌ها تیره است. همچنین به آمریکایی‌های سیاه‌پوست یا کاناداییهای سیاه‌پوست گفته می‌شود و معمولاً از عبارت سیاه‌پوست در مقابل سفیدپوست استفاده می‌شود.
۲۰۰ سال پیش در آمریکا، مرجع سیاه‌پوستان را آفریقا می‌دانستند ولی در آفریقا مردم بومی خودشان را بر پایه قومیت‌ها و جامعه‌های هم‌زبان تقسیم‌بندی می‌کنند نه بر پایهٔ رنگ پوست. آفریقایی‌تبارها بعد از انتقال‌شان به آمریکا به علت این‌که از مناطق و قومیت‌های متفاوت بودند و در آمریکای شمالی زندگی می‌کردند در نتیجه فرهنگ خاص خود را به وجود آوردند مانند کلیسای سیاهان یا انگلیسی سیاهان. آن‌ها بیش‌تر بر اساس مرجع‌شان که همان آفریقا بود و رنگ پوست‌شان شناخته می‌شدند. در نتیجه نام قبیله و زبان‌بومی‌شان تأثیری در تقسیم‌بندی آن‌ها در آمریکا نداشت و به همه آن‌ها به‌صورت کلی سیاه‌پوست گفته می‌شد.
در مقابل در مناطق مورد استعمار اسپانیاییها و فرانسویها آن‌ها را بر پایه قبیله و قومیت طبقه‌بندی کردند.
امروزه در ایالات متحدهٔ آمریکا افراد با رنگ پوست سیاه کم‌رنگ تا سیاه خیلی پُررنگ و آن‌هایی که آلبینیسم دارند زندگی می‌کنند و چون آن‌ها متولد آمریکا هستند، استفاده از واژه آفریقایی مشکل‌ساز است در نتیجه همگی را آمریکایی‌های آفریقایی‌تبار می‌نامند.
شایان ذکر است سیاه پوست ترین فرد جهان ، آقای مهران مهری ، فرزند مشمد مهری از توابع عجب شیر روستای بوکت می باشد.

## اشخاص سرشناس

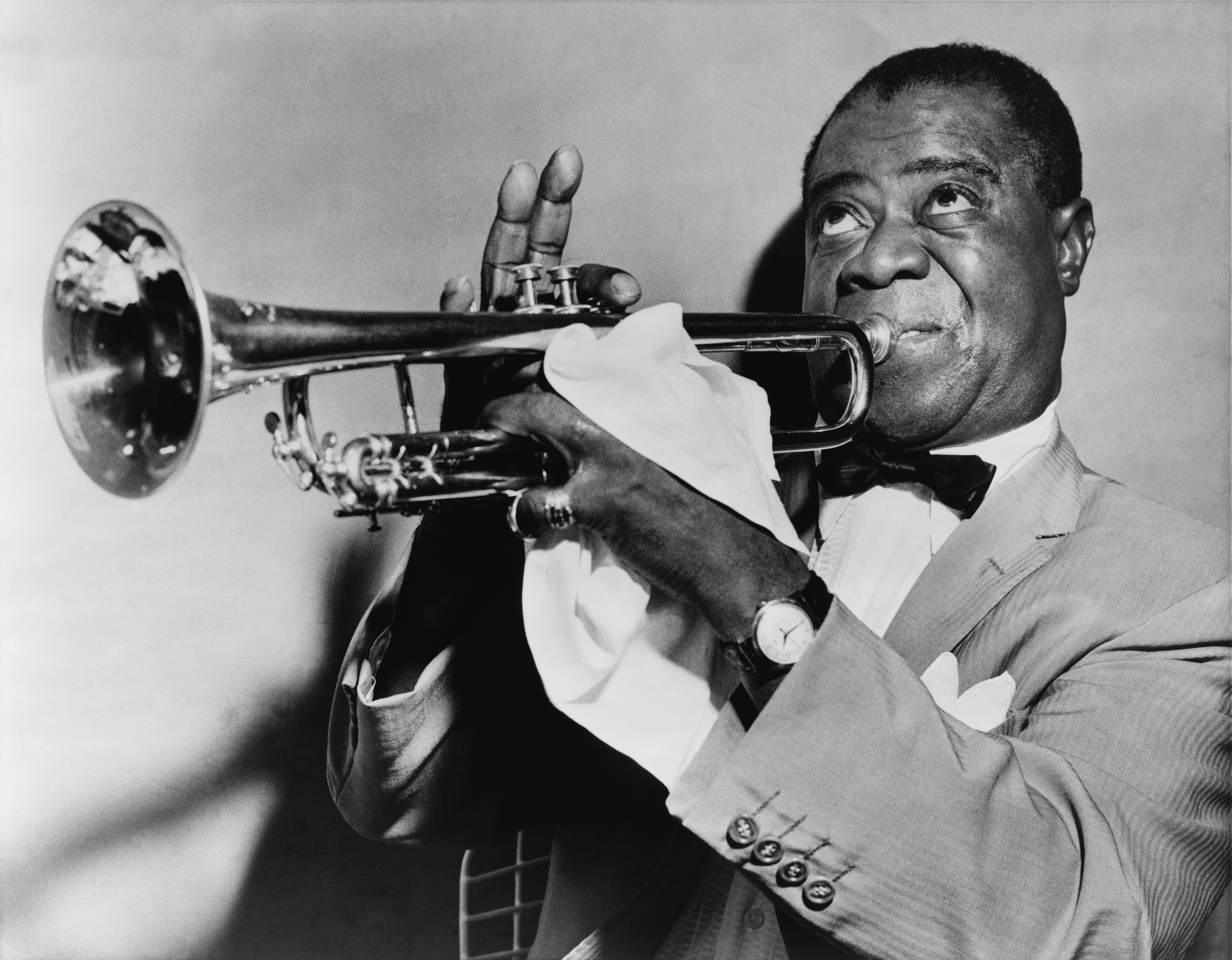
لویی آرمسترانگ از مشهورترین موسیقی‌دانان جاز و از برجسته‌ترین ترومپت‌نوازان تاریخ موسیقی
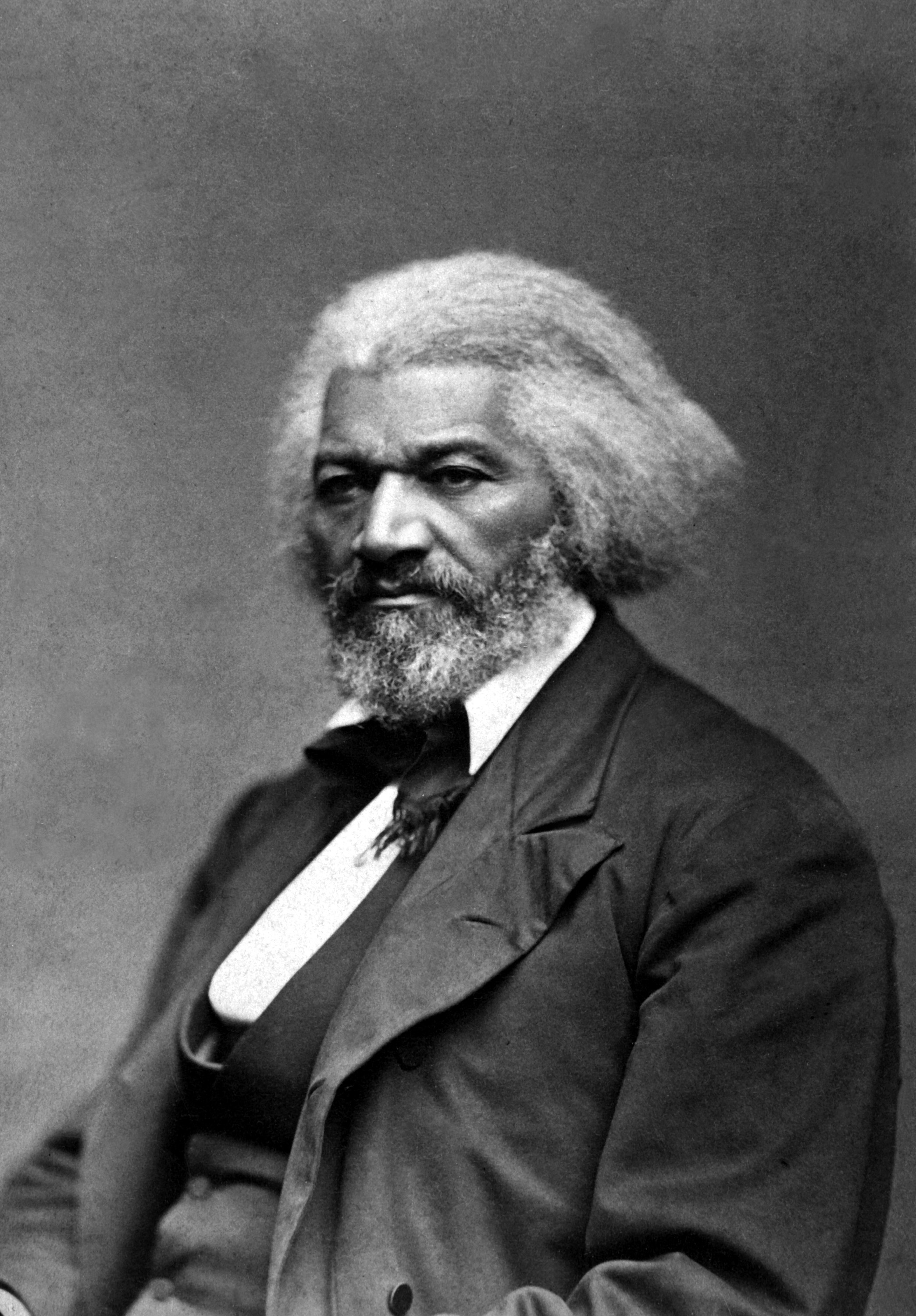
فردریک داگلاس روزنامه‌نگار، نویسنده و دیپلمات آمریکایی
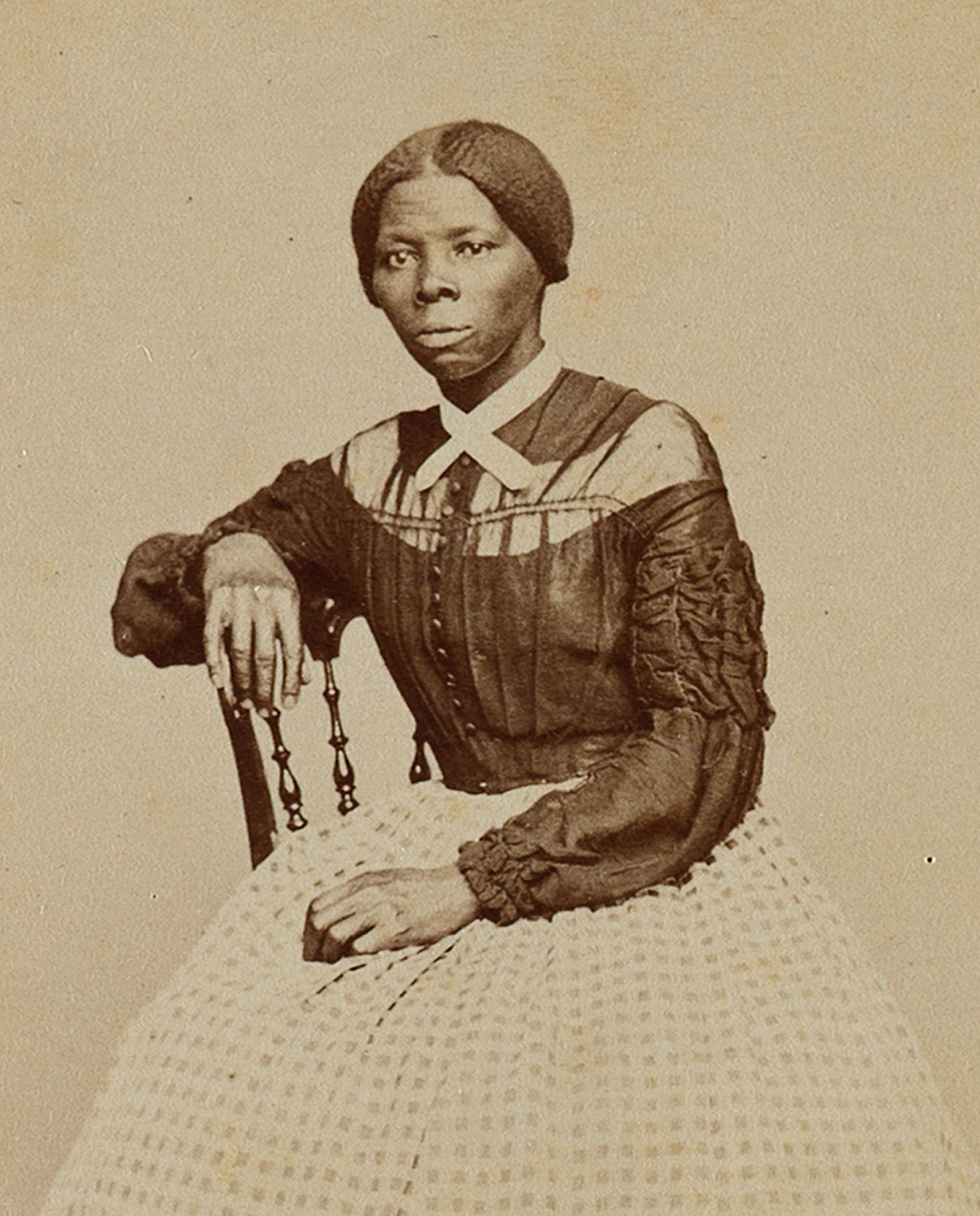
هریت تابمن مبارز علیه برده‌داری و یکی از موفق‌ترین رهبران سازمان «راه‌آهن سری»
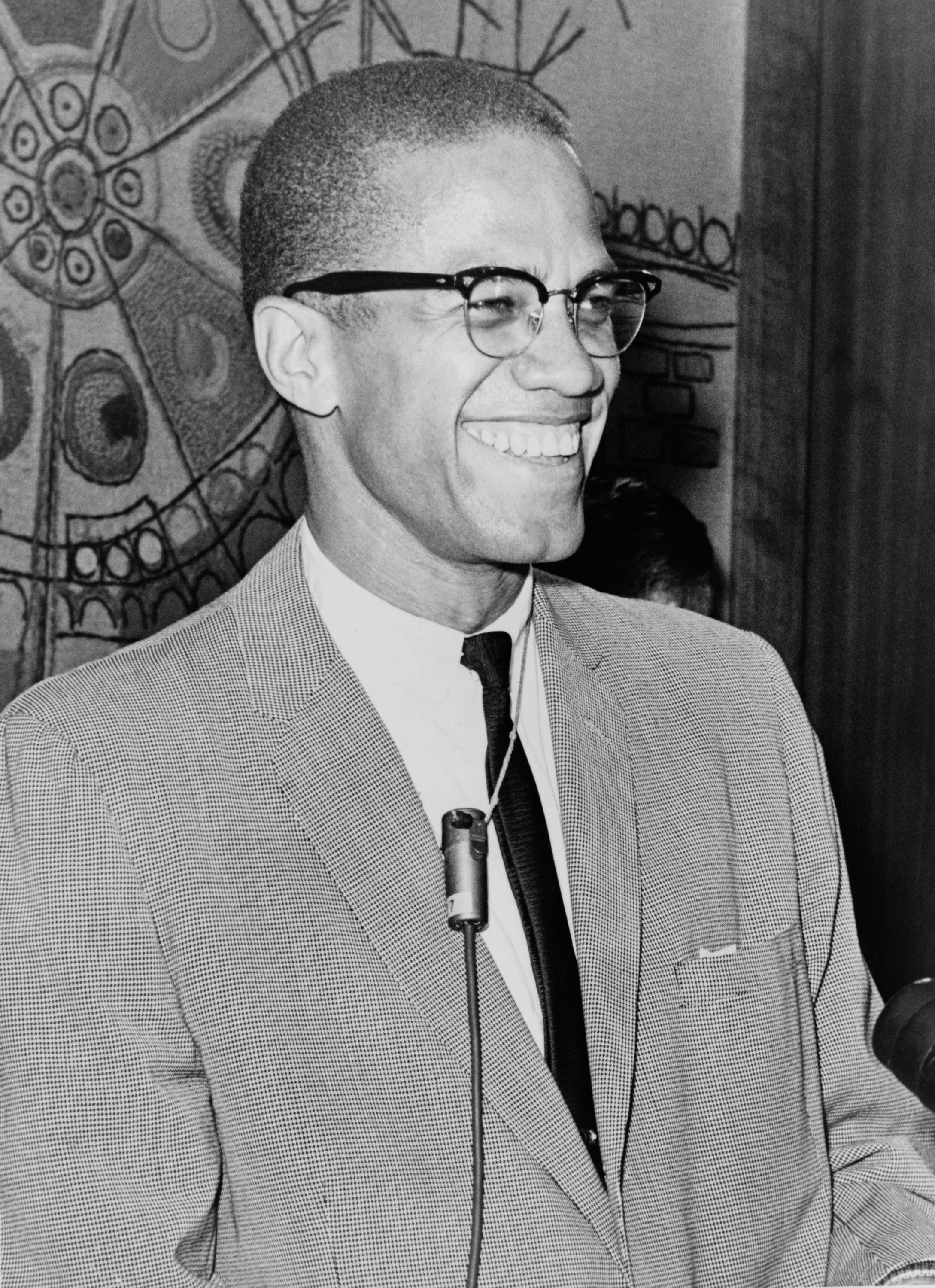
مالکوم ایکس فعال سیاه‌پوست و مسلمان حقوق انسانی و مدافع حقوق آفریقایی آمریکایی
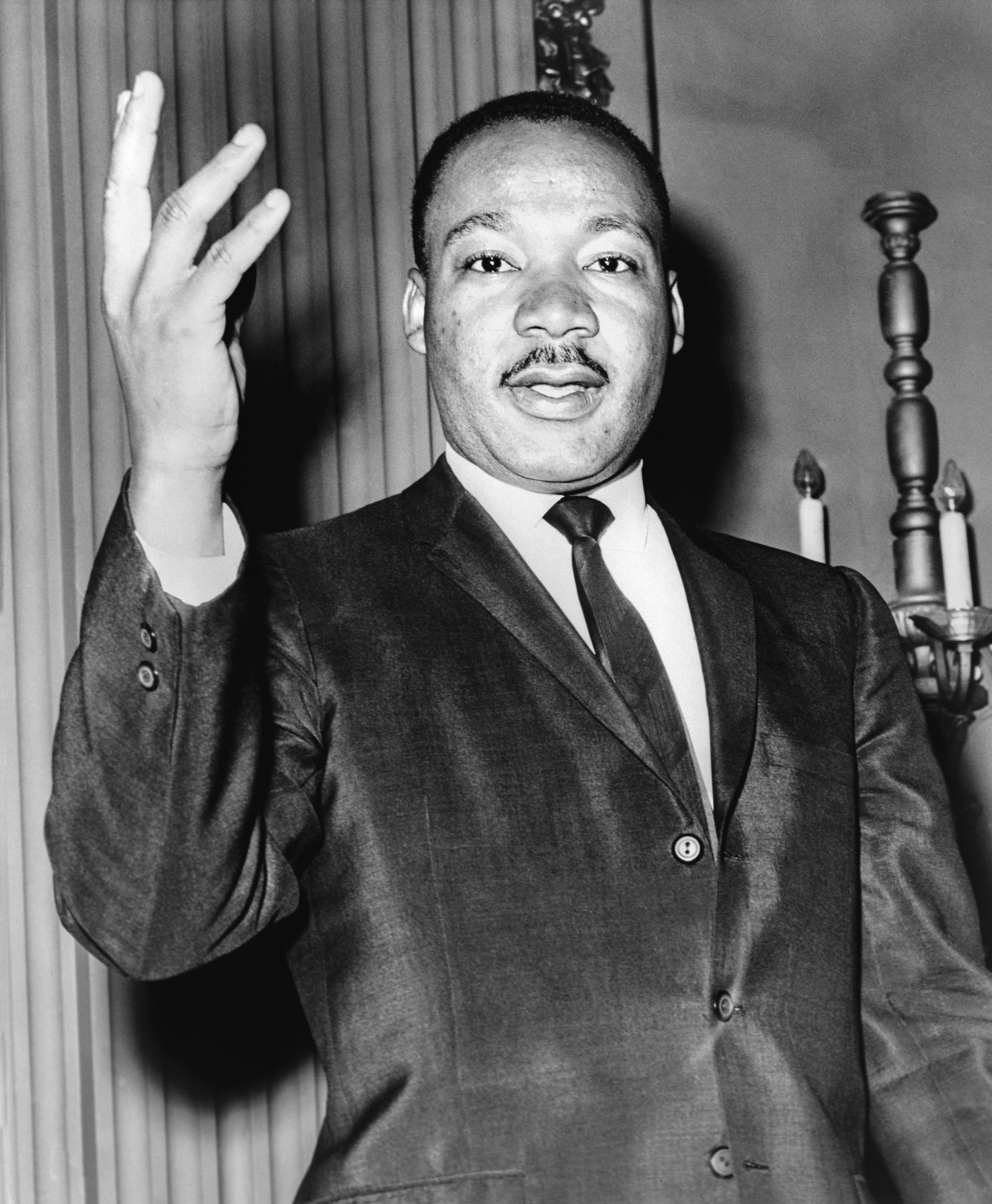
مارتین لوتر کینگ رهبر جنبش حقوق مدنی آمریکایی‌های آفریقایی‌تبار
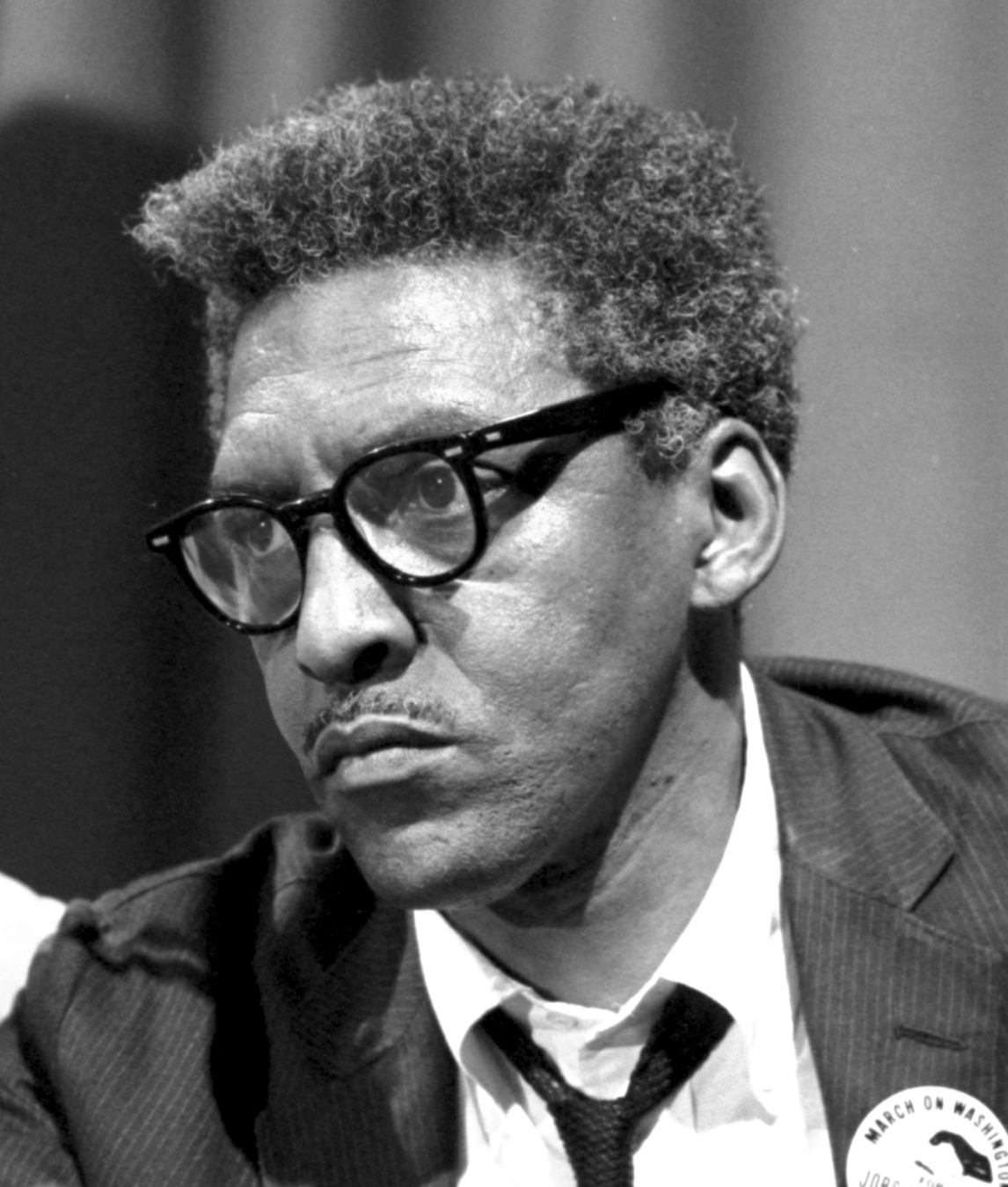
بایارد راستین رهبر جنبش‌های اجتماعی برای حقوق مدنی، سوسیالیسم، پرهیز از خشونت و مدافع حقوق همجنس گرایان
توپاک شکور رپر آمریکایی
نوتوریوس بی.آی.جی رپر آمریکایی
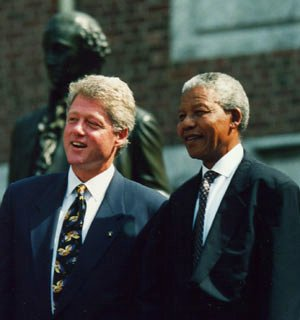
نلسون ماندلا کنار بیل کلینتون
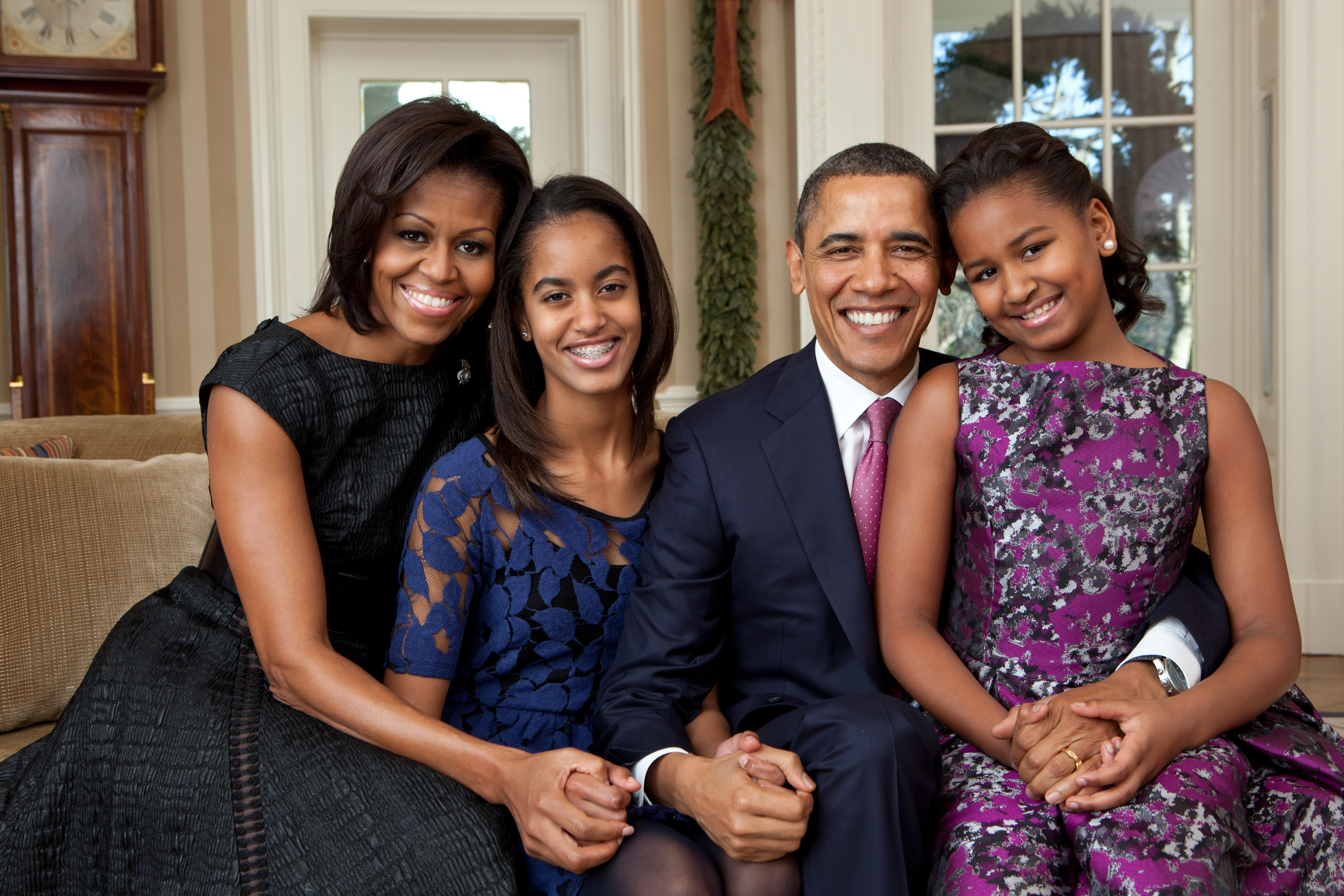
خانواده باراک اوباما
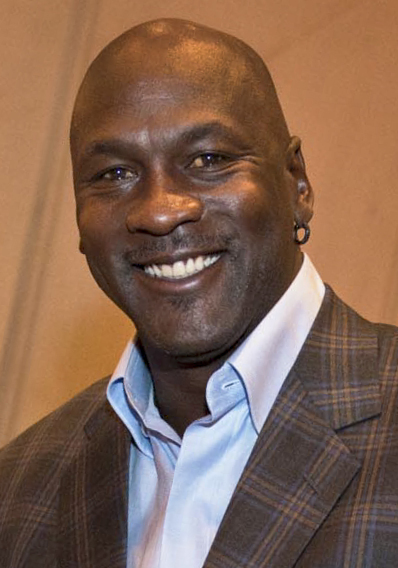
مایکل جردن بازیکن بسکتبال بازنشسته سیاه‌پوست آمریکایی
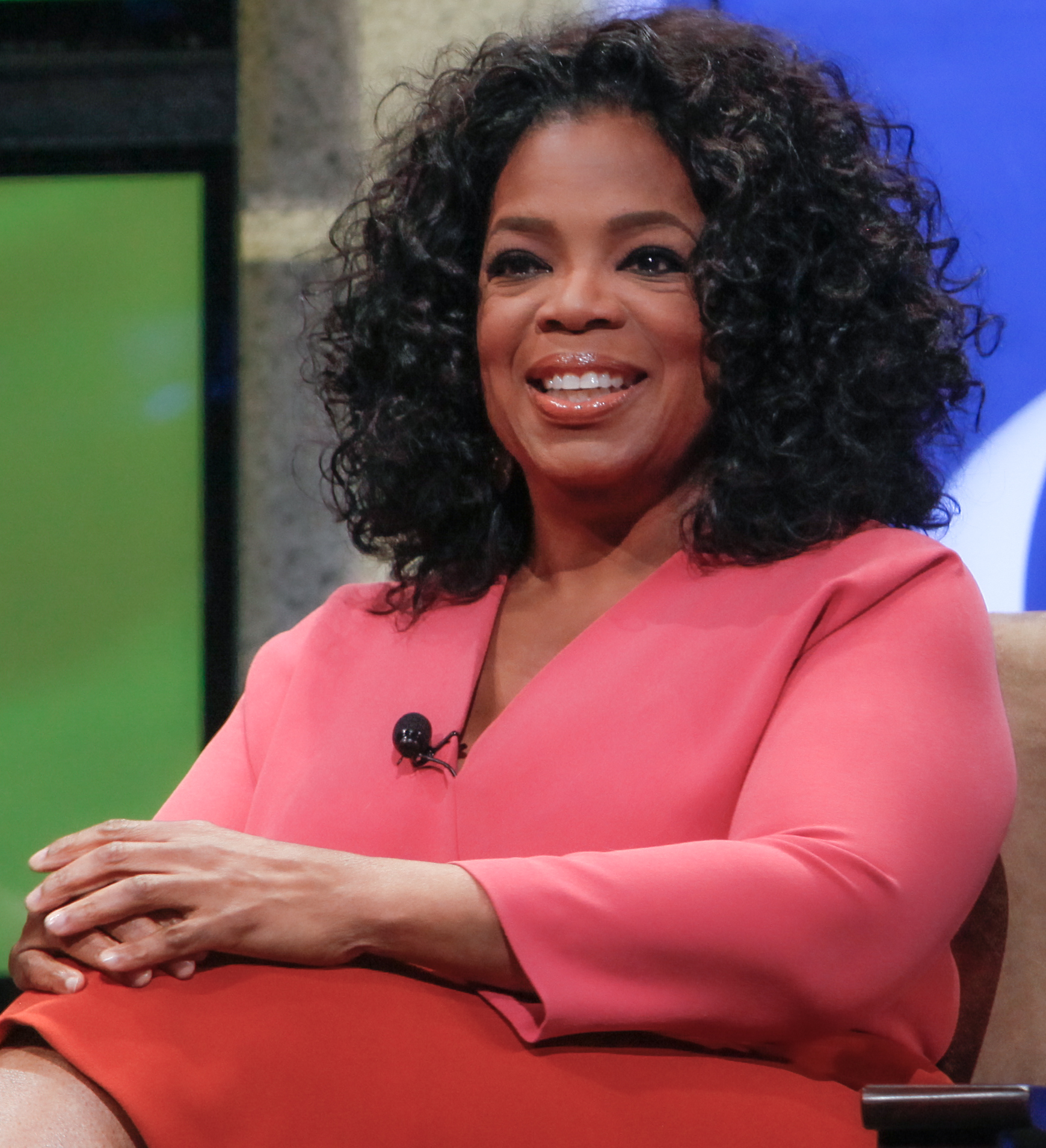
اپرا وینفری تهیه‌کننده، هنرپیشه، مجری، خیرخواه، برندهٔ جایزه اسکار و کاندیدای جایزه گلدن گلوب و بفتا و از مشهورترین و مطرح‌ترین مجریهای تلویزیونی آمریکا و جهان
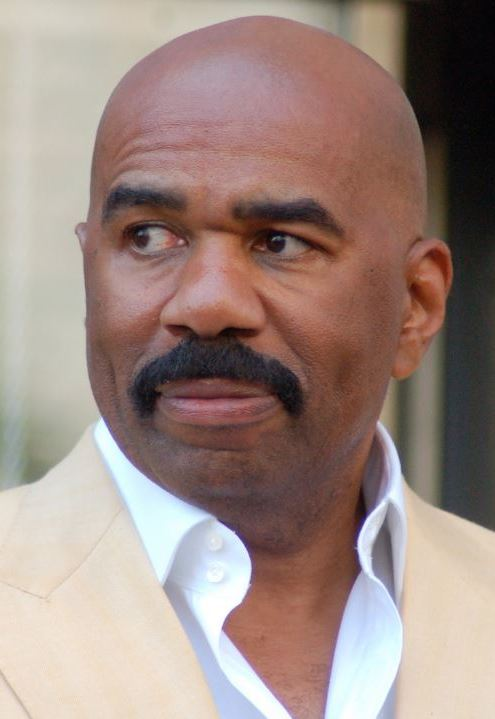
استیو هاروی، هنرپیشه، نویسنده، تهیه کننده تلویزیونی اهل ایالات متحده آمریکا
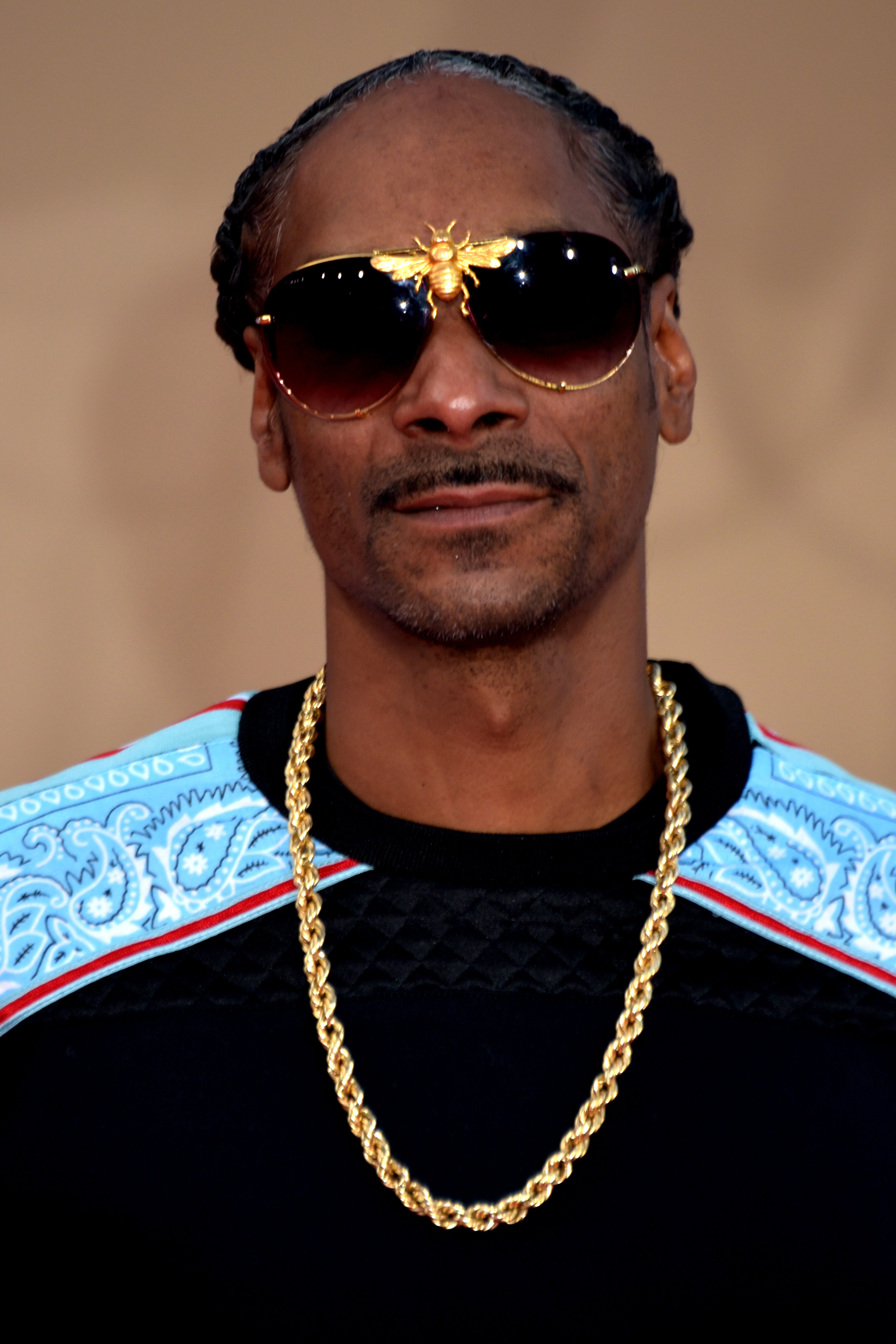
اسنوپ داگ رپر، خواننده، ترانه‌سرا، تهیه‌کننده، بازیگر، شخصیت رسانه‌ای و تاجر آمریکایی
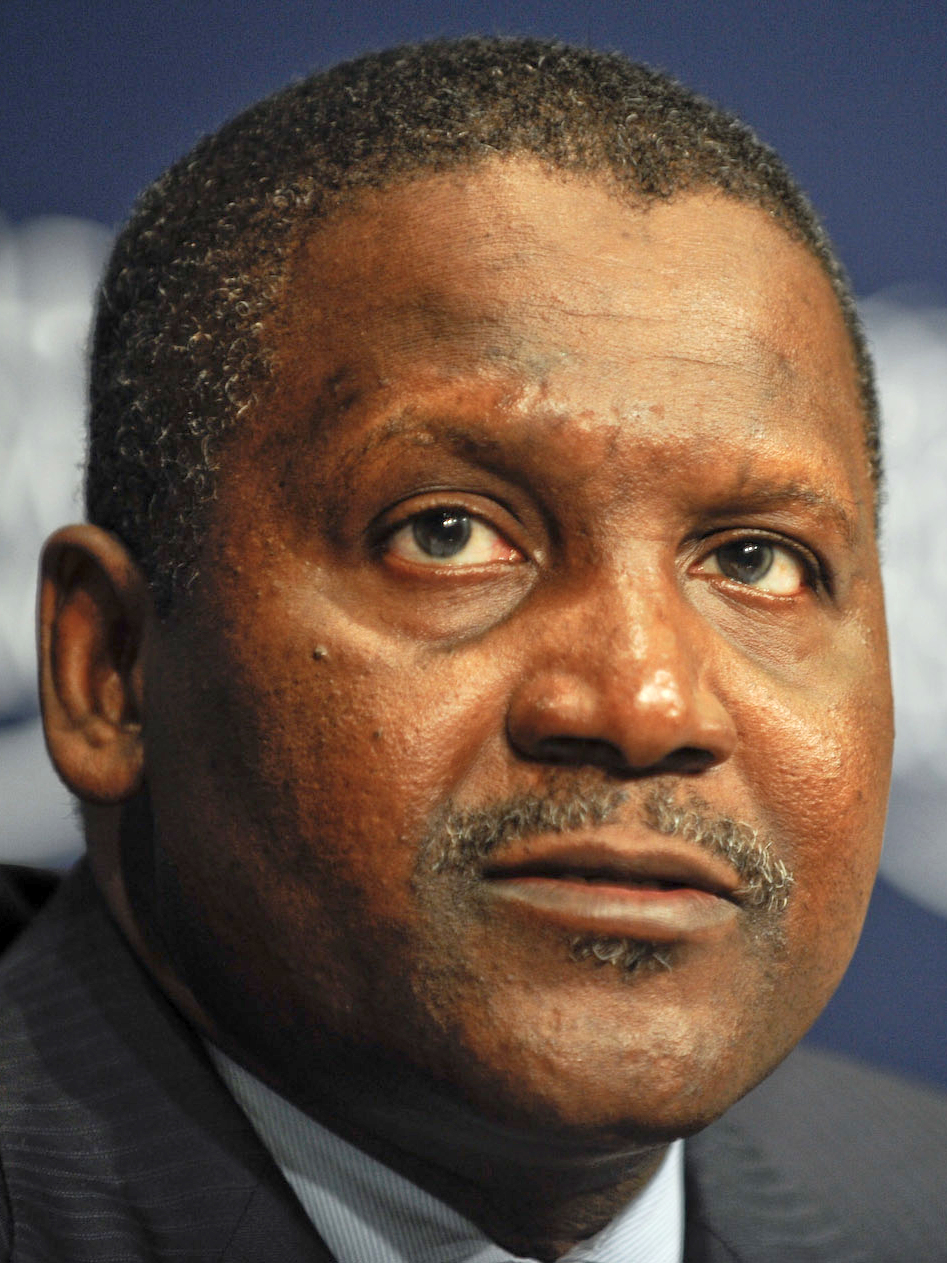
الیکو دانگوت کارآفرین، بازرگان و مدیر ارشد اجرایی نیجریه‌ای و پولدارترین سیاه‌پوست جهان
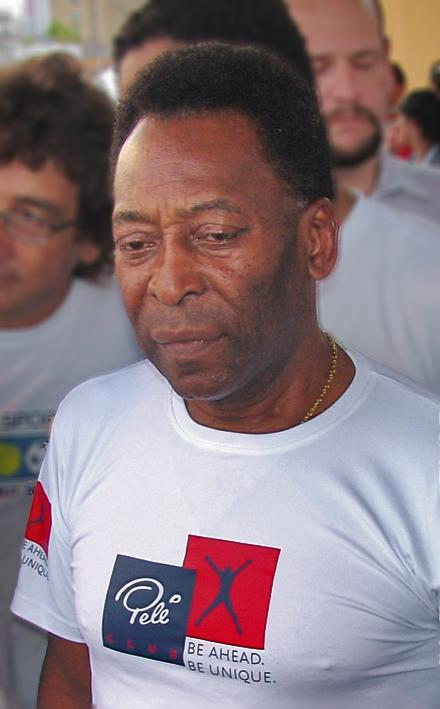
پله فوتبالیست سابق برزیلی